# Shorttrack op de Olympische Winterspelen 2014
Shorttrack is een van de drie sportdisciplines die binnen de olympische sport schaatsen werden beoefend tijdens de Olympische Winterspelen 2014 in Sotsji. De wedstrijden vonden plaats in het IJsberg Schaatspaleis.

## Wedstrijdschema
| Datum       | Lokale tijd | MET   | Mannen                   | Vrouwen                |
| ----------- | ----------- | ----- | ------------------------ | ---------------------- |
| 07 februari | 20:00       | 17:00 | Openingsceremonie        | Openingsceremonie      |
| 10 februari | 13:45       | 10:45 | 1500m ()                 | 500m 3000m relay       |
| 13 februari | 14:00       | 11:00 | 1000m 5000m relay        | 500m ()                |
| 15 februari | 14:00       | 11:00 | 1000m ()                 | 1500m ()               |
| 18 februari | 13:30       | 10:30 | 500m                     | 1000m · 3000m relay () |
| 21 februari | 20:30       | 17:30 | 500m () · 5000m relay () | 1000m ()               |
| 23 februari | 20:00       | 17:00 | Sluitingsceremonie       | Sluitingsceremonie     |

## Medailles

### Mannen
| Onderdeel | Goud | Goud                                                            | Zilver | Zilver                                                              | Brons | Brons                                        |
| --------- | ---- | --------------------------------------------------------------- | ------ | ------------------------------------------------------------------- | ----- | -------------------------------------------- |
| 500 m     | RUS  | Viktor An                                                       | CHN    | Wu Dajing                                                           | CAN   | Charle Cournoyer                             |
| 1000 m    | RUS  | Viktor An                                                       | RUS    | Vladimir Grigorev                                                   | NED   | Sjinkie Knegt                                |
| 1500 m    | CAN  | Charles Hamelin                                                 | CHN    | Han Tianyu                                                          | RUS   | Viktor An                                    |
| Relay     | RUS  | Viktor An Semjon Jelistratov Vladimir Grigorev Roeslan Zacharov | USA    | Eddy Alvarez John Robert Celski Christopher Creveling Jordan Malone | CHN   | Chen Dequan Han Tianyu Shi Jingnan Wu Dajing |

### Vrouwen
| Onderdeel | Goud | Goud                                                            | Zilver | Zilver                                                             | Brons | Brons                                                         |
| --------- | ---- | --------------------------------------------------------------- | ------ | ------------------------------------------------------------------ | ----- | ------------------------------------------------------------- |
| 500 m     | CHN  | Li Jianrou                                                      | ITA    | Arianna Fontana                                                    | KOR   | Park Seung-hi                                                 |
| 1000 m    | KOR  | Park Seung-hi                                                   | CHN    | Fan Kexin                                                          | KOR   | Shim Suk-hee                                                  |
| 1500 m    | CHN  | Zhou Yang                                                       | KOR    | Shim Suk-hee                                                       | ITA   | Arianna Fontana                                               |
| Relay     | KOR  | Cho Ha-ri Kim A-lang Kong Sang-jeong Park Seung-hi Shim Suk-hee | CAN    | Marie-Ève Drolet Jessica Hewitt Valérie Maltais Marianne St-Gelais | ITA   | Arianna Fontana Lucia Peretti Martina Valcepina Elena Viviani |

### Medaillespiegel
| Plaats | Land             | NOC    | Goud | Zilver | Brons | Totaal |
| ------ | ---------------- | ------ | ---- | ------ | ----- | ------ |
| 1      | Rusland          | RUS    | 3    | 1      | 1     | 5      |
| 2      | China            | CHN    | 2    | 3      | 1     | 6      |
| 3      | Zuid-Korea       | KOR    | 2    | 1      | 2     | 5      |
| 4      | Canada           | CAN    | 1    | 1      | 1     | 3      |
| 5      | Italië           | ITA    | 0    | 1      | 2     | 3      |
| 6      | Verenigde Staten | USA    | 0    | 1      | 0     | 1      |
| 7      | Nederland        | NED    | 0    | 0      | 1     | 1      |
| Totaal | Totaal           | Totaal | 8    | 8      | 8     | 24     |